# Кожебаткин, Александр Мелентьевич
Алекса́ндр Меле́нтьевич Кожеба́ткин (1884—1942) — российский издатель и библиофил.
Сын пароходовладельца из Поволжья.
В 1910 создал в Москве издательство «Альциона», в 1911—1912 гг. работал секретарем московского издательства «Мусагет». Участвовал в издании художественной литературы, исследований по искусству, истории и филологии.

Он любил книгу особой любовью: он любил создавать её, пестовать художников, заинтересовывать авторов, заинтересовывать и типографии, которым тоже иногда хочется блеснуть полиграфическим шедевром,

— вспоминал об издательской деятельности Кожебаткина В. Г. Лидин.
В 1919 г. совместно с Сергеем Есениным и Анатолием Мариенгофом организовал книжную лавку Московской трудовой артели художников слова. «Человек, карандашом нарисованный остро отточенным и своего цвета», — так охарактеризовал Кожебаткина Мариенгоф в книге «Роман без вранья».
В 1920 г. был одним из соучредителей и, непродолжительное время, товарищем председателя Русского общества друзей книги, хотя, как отмечает П. Н. Берков, и не играл в Обществе заметной роли.
Архив Кожебаткина хранится в Институте мировой литературы в Москве (ф. 189).
Потомок А. М. Кожебаткина — Кожебаткин Сергей Эдуардович, главный специалист ФГУП "ТТЦ «Останкино» в Москве.